# Sylvia Lindenstrand
Sylvia Lindenstrand est une mezzo-soprano suédoise née le 24 juin 1941 à Stockholm.

## Biographie
Sylvia Lindenstrand naît le 24 juin 1941 à Stockholm,.
Elle étudie à l'Académie royale de Stockholm auprès d'Isobel Ghasal-Öhman (sv) et Hjördis Schymberg (en) et fait ses débuts à l'Opéra royal de Stockholm en 1962 dans le rôle d'Olga d'Eugène Onéguine,.
Par la suite, elle s'impose sur la plupart des scènes européennes dans les rôles de Zerline (Don Giovanni), Marina (Boris Godounov), Pauline (La Dame de pique), Chérubin (Les Noces de Figaro) et Carmen,.
Sylvia Lindenstrand se produit au Festival de Bayreuth, en 1964, au Festival d'Édimbourg, en 1969, ainsi qu'au Festival de Glyndebourne, en 1975, dans le rôle de Dorabella (Così fan tutte). Elle chante également à l'Opéra de Drottningholm, est Idamante, en France, dans la production de Jorge Lavelli (Angers et Paris, 1975-1976) puis Zerline au Festival d'Aix-en-Provence, en 1976, Octavian du Chevalier à la rose au Grand Théâtre de Genève, et reprend le rôle-titre de La Pucelle d'Orléans de Tchaïkovsky à l'Opéra royal de Stockholm en 1986. Dans les années 1990, elle se consacre aussi à des rôles plus lourds, à l'instar de celui de Kundry dans Parsifal.